# Rodney Monroe
Rodney Eugene Monroe (Baltimore, Maryland, 16 de abril de 1968)  es un exjugador de baloncesto estadounidense que disputó una temporada en la NBA y que desarrolló el resto de su carrera en Australia y en varios países europeos. Con 1,90 metros de altura, lo hacía en la posición de escolta.

## Trayectoria deportiva

### Universidad
Tras haber disputado en 1987, en su época de high school el prestigioso McDonald's All American, jugó durante cuatro temporadas con los Wolfpack de la Universidad Estatal de Carolina del Norte, en las que promedió 20,6 puntos, 4,0 rebotes y 2,4 asistencias por partido. Fue elegido en dos ocasiones en el mejor quinteto de la Atlantic Coast Conference, y en 1991 fue además elegido Baloncestista del Año de la conferencia, tras liderar la misma en anotación con 27 puntos por partido, galardón que no obtenía ningún jugador de los Wolfpack desde que lo hiciera David Thompson en 1975. Batió además el récord de la universidad de porcentaje de tiros libres en una temporada, con un 88,5% de efectividad, siendo incluido por Associated Press en el tercer mejor quinteto All-American.

### Profesional
Fue elegido en la trigésima posición del Draft de la NBA de 1991 por Atlanta Hawks, donde solo juega 38 partidos, en los que promedia 3,4 puntos por partido, antes de ser despedido en el mes de marzo.
Tras verse sin equipo, acepta la oferta del Canberra Cannons de la liga australiana, donde en una temporada promedia 25,3 puntos por partido. Regresa a su país, fichando por Rochester Renegade de la CBA, antes de volver a hacer las maletas para ir a jugar en 1994 al Hapoel Giv'at Yagur de la liga israelí. Regresa al año siguiente de nuevo a los Estados Unidos, para jugar dos temporadas en los Florida Beach Dogs, volviendo en 1997 a Europa, para jugar en el equipo chipriota del Keravnos Nicosia.
En 1988 llega a la Serie A2 italiana, fichando por el Fulgor Libertas Forlì, donde se convierte en uno de los puntales del equipo, promediando 25,4 puntos por partido. Al año siguiente ficha por el Fabriano Basket, siendo una pieza clave en el ascenso del equipo en 2001 a la Serie A, promediando 24 puntos por partido. Al año siguiente se convertiría en el máximo anotador de la máxima competición transalpina, consiguiendo 757 puntos, aunque fue superado en porcentaje por Louis Bullock, con 24,8 puntos por partido.
En 2002 ficha por el Roseto Basket, donde sus estadísticas bajarían hasta los 16 puntos por partido. Su aventura italiana continua al año siguiente en el Conad Rimini, donde juega dos temporadas promediando 18,0 puntos y 3,9 rebotes por partido. Ya con 37 años, ficha por el Plasencia Galco de la LEB española, donde promedió 14,9 puntos y 3,2 rebotes por partido. Regresa al año siguiente a Italia, fichando por el Pepsi Caserta, pero solo juega dos partidos, antes de retirarse definitivamente.

## Estadísticas de su carrera en la NBA

### Temporada regular
| Temporada | Edad | Equipo        | Liga | P  | TIT | MIN | TC  | TCA | %TC  | 3P  | 3PA | %3P  | TL  | TLA | %TL  | R.OF. | R.DEF. | REB | ASIS | ROB | TAP | PER | FP  | PTS |
| 1991-92   | 23   | Atlanta Hawks | NBA  | 38 | 0   | 8.2 | 1.4 | 3.8 | .368 | 0.2 | 0.7 | .222 | 0.5 | 0.6 | .826 | 0.3   | 0.6    | 0.9 | 0.7  | 0.3 | 0.1 | 0.6 | 0.5 | 3.4 |
| Total     |      |               | NBA  | 38 | 0   | 8.2 | 1.4 | 3.8 | .368 | 0.2 | 0.7 | .222 | 0.5 | 0.6 | .826 | 0.3   | 0.6    | 0.9 | 0.7  | 0.3 | 0.1 | 0.6 | 0.5 | 3.4 |